# Inondations de 1897 dans les Pyrénées

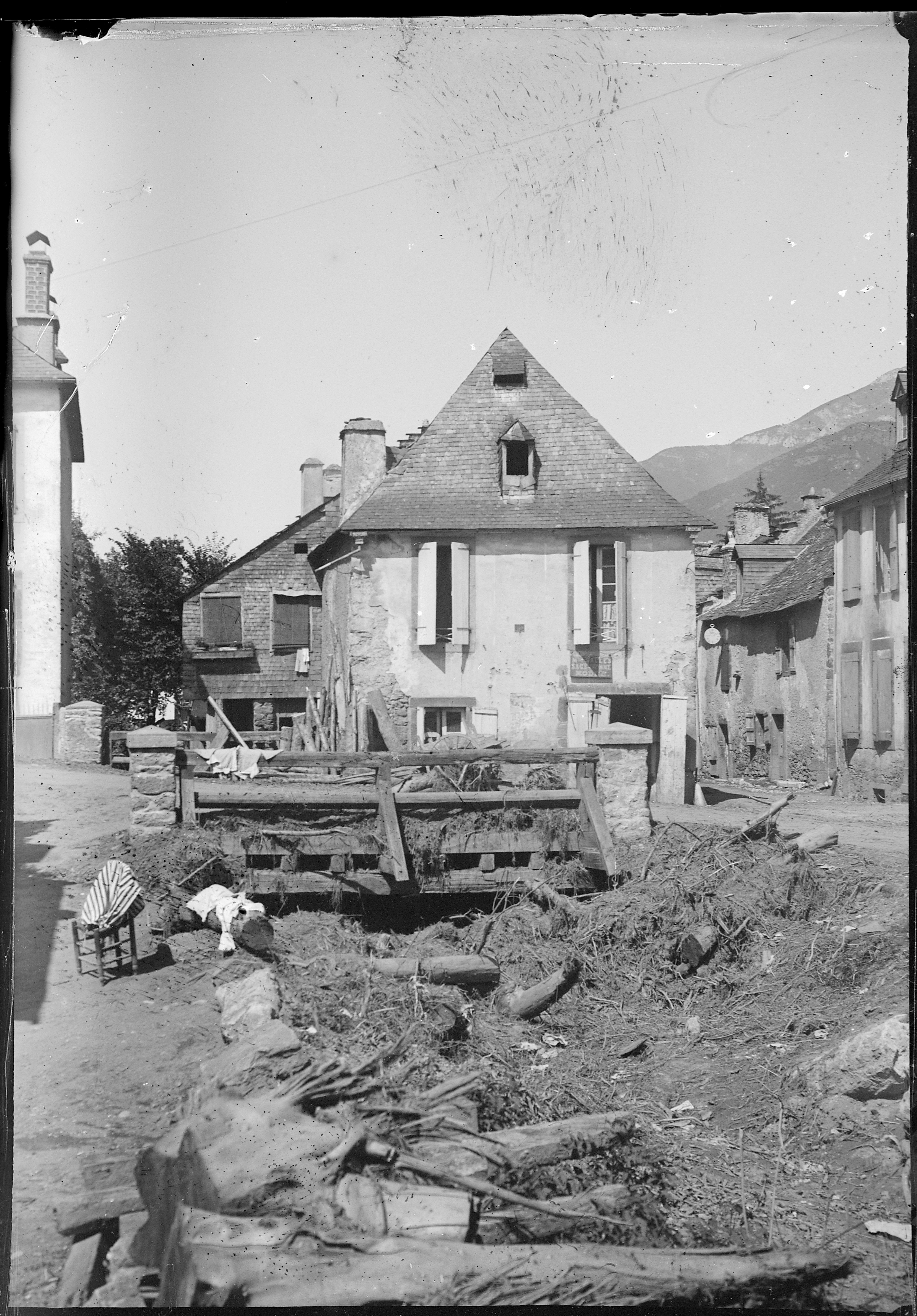
Crue dans les Pyrénées centrales. Photographie par Eugène Trutat, conservée au Muséum de Toulouse.

Les inondations de 1897 dans les Pyrénées sont provoquées, au début du mois de juillet, par une crue du Bastan.